# Isla Cruces
Az Isla Cruces (Keresztek-sziget) egy kitalált sziget, mely A Karib-tenger kalózai: Holtak kincse című filmben tűnik fel. Lakatlan, eredeti lakóit pestisjárvány pusztította el.

## Történet
A Karib-tenger kalózai: Holtak kincse
|  | Alább a cselekmény részletei következnek! |

Davy Jones itt rejtette el a Holtak kincsét, mely egy láda, ami az élő szívét tartalmazza. A sziget valamikor lakott volt, de elhagyatottá vált. Nem ismert a sziget tulajdonosa, de következtetni lehet a részben megmaradt kőépületekből, hogy valamilyen európai csoport (talán spanyolok) alapította. Egy templomrom szolgáltatja a környezetet a harchoz Jack Sparrow, Will Turner és James Norrington között.
Hogy miért az Isla Crucesen rejtette el Davy Jones a Holtak kincsét a filmből nem derül ki. Azonban a film írói, Ted Elliott és Terry Rossio utalnak rá a Holtak kincse DVD-s audiókommentárjában, hogy azért egy szigetet választott, mert sem ő sem a Kraken nem képes szárazföldre lépni. Azért választhatta az Isla Crucest, mert a pestis sziget biztosította, hogy mivel nem járnak arra, nem találnak rá.
Bárki, aki birtokolja a szivet, irányítani tudja Davy Jonest, és ahogy az később kiderült, a világ összes óceánját és tengerét. Abban a reményben, hogy jogot formálhat arra, hogy mentesüljön Davy jones véradóssága alól, Jack Sparrow kapitány megérkezett a szigetre a Fekete Gyönggyel. Szintén akarta Will Turner, aki abban reménykedik, hogy megmentheti apját a Jones alóli örökös szolgálattól, valamint az exkapitány James Norrington, aki eltervezte, hogy visszaalkussza magát a pályájába. Mind a hárman bekapcsolódtak a küzdelembe a kincs megszerzéséért.
Mindeközben a Bolygó Hollandi is megérkezett és Davy Jones kiküldte legénységét, hogy elhozzák a ládát. Hadras, a Hollandi legénységének tagja megtalálta a ládát, de miután kókuszdióval leütötte levehető fejét, Jack elvette tőle. Mikor kinyitotta a ládát, megtalálta benne az élő szivet.
Amikor a Hollandi tengerészei csatáztak Jackkel és legénységével a tengerparton, Norrington ellopta a szivet és megszökött. A tengeren hánykolódva talált rá a Brit Kelet-indiai Társaság hajója.
|  | Itt a vége a cselekmény részletezésének! |

## Név
A Keresztek-sziget név valószínűleg a nagyméretű temetőtől származik, ahol a pestisben elhunytakat temették. Itt keresztezik egymást a főhősök útjai és érdekei is, amire szintén utalhat a név.